# Single Clips
「Single Clips」（シングル クリップス）は、柴咲コウのビデオクリップ集。

## 収録曲
1. Trust my feelings
2. 眠レナイ夜ハ眠ラナイ夢ヲ
3. 思い出だけではつらすぎる
4. いくつかの空

Bonus Track
- 月のしずく/RUI
- Making